# Nadia Eke
Nadia Eke (* 11. Januar 1993 in Accra) ist eine ghanaische Leichtathletin, die sich auf den  Dreisprung spezialisiert hat.

## Sportliche Laufbahn
Erste internationale Erfahrungen sammelte Nadia Eke bei den Commonwealth Games 2014 in Glasgow, bei denen sie mit 12,98 m im Finale den zehnten Platz belegte. Anschließend gewann sie bei den Afrikameisterschaften in Marrakesch mit 13,40 m die Silbermedaille hinter der Kamerunerin Joëlle Mbumi Nkouindjin und wurde anschließend mit 13,28 m Siebte beim Leichtathletik-Continentalcup ebendort. Im Jahr darauf gewann sie mit 13,40 m die Bronzemedaille bei den Afrikaspielen in Brazzaville hinter Mbumi Nkouindjin und Blessing Ibrahim aus Nigeria. 2016 kürte sie sich bei den Afrikameisterschaften in Durban mit 13,42 m zur Afrikameisterin und 2017 nahm sie an den Weltmeisterschaften in London teil, bei denen sie mit 13,54 m in der Qualifikation ausschied. Im Jahr darauf nahm sie erneut an den Commonwealth Games im australischen Gold Coast teil und wurde dort mit einer Weite von 13,05 m Zehnte. 2021 nahm sie an den Olympischen Spielen in Tokio teil, schied dort aber ohne einen gültigen Versuch in der Qualifikationsrunde aus. Während der Eröffnungsfeier der Olympischen Sommerspiele 2020 war sie, gemeinsam mit dem Boxer Sulemanu Tetteh, die Fahnenträgerin ihrer Nation.
Sie absolvierte ein Studium der Sozialpsychologie an der Columbia University in New York.

## Persönliche Bestleistungen
- Dreisprung: 14,33 m (+0,8 m/s), 8. Juni 2019 in Kingston (ghanaischer Rekord)
  - Dreisprung (Halle): 13,60 m, 14. Januar 2017 in New York City